# Márton Bukovi
Márton Bukovi  (ur. 10 grudnia 1903 w Budapeszcie, zm. 2 lutego 1985 w Sète) – węgierski piłkarz i trener. Jako zawodnik grał w Ferencvárosi TC, FC Sète i reprezentacji Węgier. Później został trenerem, odnosząc największe sukcesy z Gradanskim Zagrzeb, MTK Hungária Budapeszt i reprezentacją Węgier. Wraz z Bélą Guttmannem i Gustavem Sebesem stworzył tryumwirat trenerski opiekujący się i tworzący Złotą Jedenastkę.
Bukovi zaczął swą karierę trenerską w Gradianskim Zagrzeb, z którym zdobył mistrzostwo Jugosławii w 1937 r. Po Wojnie zespół połączył się z kilkoma innymi z Zagrzebia i stał się Dinamem Zagrzeb. Bukovi trenował je do 1947 r., kiedy przeniósł się do MTK. Zespół sponsorowany przez AVH zaraz po Honvédzie miał największe przywileje w kraju. Oprócz tego Bukovi miał tam do dyspozycji tak świetnych piłkarzy jak Péter Palotás, Nándor Hidegkuti, Mihály Lantos i József Zakariás. Bukovi poprowadził zespół do 3 mistrzostw i krajowego pucharu.
Bukovi był również, jako trener MTK, wraz z Guttmannem doradcą Sebesa przy reprezentacji narodowej. To właśnie Bukovi opracował z Palotásem i Hidegkutim w MTK unowocześnienie systemu WM, które później Sebes wprowadził do reprezentacji Węgier, a Guttmann przeszczepił w Brazylii. Polegało ono na przeniesieniu dwóch napastników do tyłu, którzy grali rolę pierwowzoru ofensywnego łącznika. Szczególnie ważny był w tym systemie Nándor Hidegkuti. To właśnie on w pełni wykorzystał nowy system strzelając Anglikom 3 gole w „meczu stulecia” na Wembley.
W marcu 1956 r. Bukovi zastąpił Gusztáv Sebesa na stanowisku trenera reprezentacji. Był nim do 1957 r. Później wrócił do trenowania MTK, z którym zdobył ponownie mistrzostwo w 1958 r. W latach 1960–1961 trenował jeszcze Dinamo Zagrzeb, później DVTK w latach 1962-1964 i Olympiakos SFP w latach 1965-1967.

## Sukcesy
Mistrzostwo Jugosławii 1937, 1940; Mistrzostwo Chorwacji 1941, 1943
z Gradianskim Zagrzeb
Mistrzostwo Węgier 1951, 1953, 1958; Puchar Węgier 1952
z MTK